# Hôtel Phélypeaux (Blois)
L'hôtel Phélypeaux est un hôtel particulier situé à Blois, dans le département du Loir-et-Cher (région Centre-Val de Loire).

## Historique
L'hôtel a été construit dans la seconde moitié du XVIe siècle, probablement au bénéfice de Louis Phélypeaux de La Vrillière, de la maison Phélypeaux, une illustre famille blésoise proche des comtes du Blois depuis au moins le XIIIe siècle,,.

## Patrimonialité

### Protection et statut juridique
L'hôtel Phélypeaux est une propriété privée et, bien qu'historique, il ne figure pas sur la liste des monuments historiques protégés par l'État.